# Hectocotyle

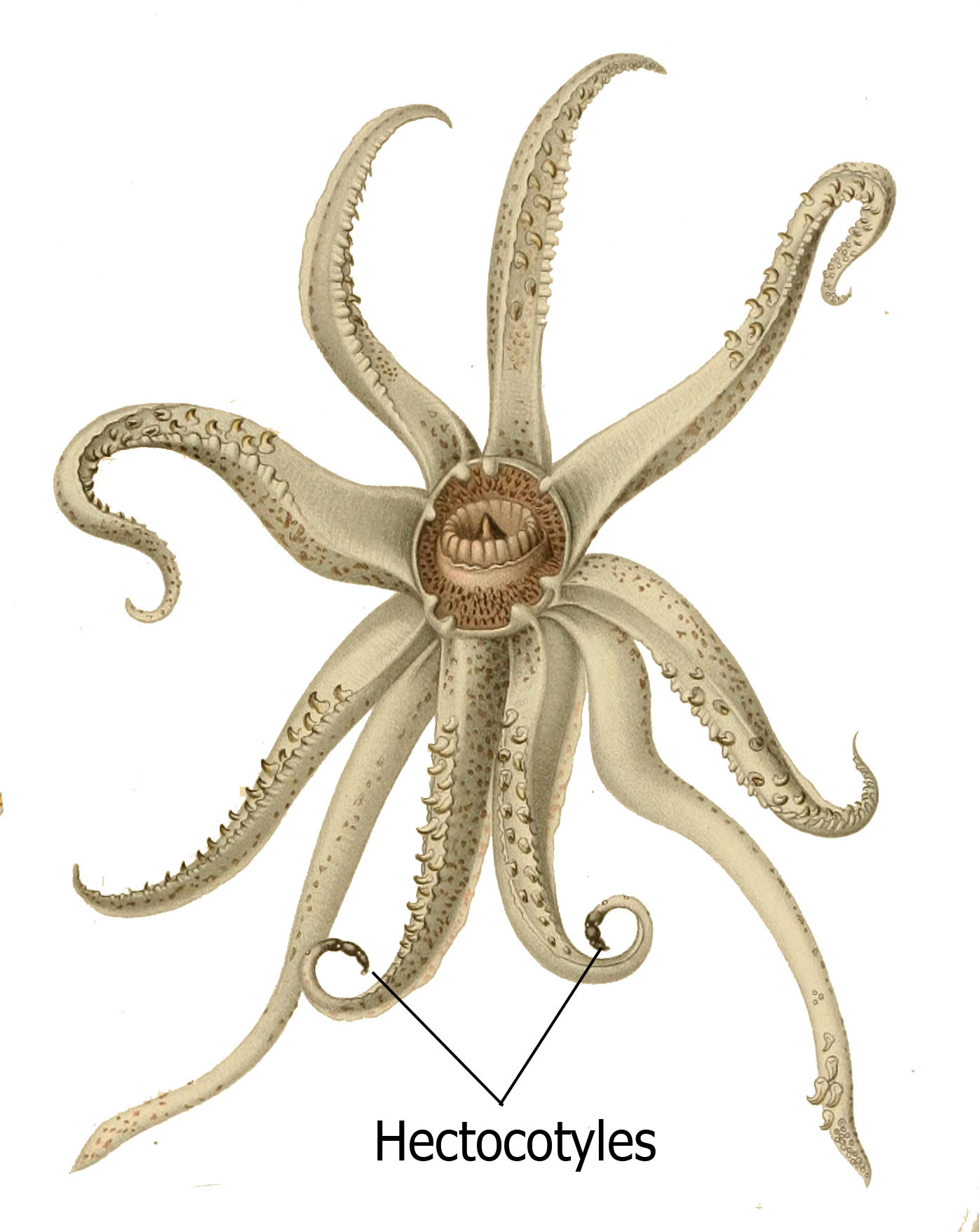
Hectocotyles dAbraliopsis morisi.

L'hectocotyle (du grec kotulê, cavité) est un des bras de la plupart des céphalopodes mâles, qui est souvent modifié pour servir à transporter ses spermatophores jusque dans la cavité palléale de la femelle. Les mâles forment généralement un nouvel hectocotyle à chaque nouvelle saison.
La forme en pointe de l'hectocotyle a beaucoup été utilisée pour la systématique des pieuvres. Chez de nombreuses espèces, il peut être très complexe. La pieuvre à sept-bras (Haliphron atlanticus) est appelée ainsi parce que chez le mâle de cette espèce, l'hectocotyle se développe dans une poche discrète en face de l'œil droit, ce qui lui donne l'apparence de n'avoir que sept bras.
Le terme est aussi utilisé pour se référer spécifiquement à l'importante modification du bras des argonautes et d'autres genres voisins. Les mâles argonautes transfèrent les spermatophores en mettant leur hectocotyle dans la cavité palléale de la femelle. C'est le seul contact entre le mâle et la femelle pendant la copulation. Durant la copulation, l'hectocotyle se détache du mâle. L'entonnoir du manteau de la femelle coince l'hectocotyle et le maintient logé dans la cavité.
Le terme "hectocotyle" a été imaginé par Georges Cuvier, qui, le premier en a trouvé un dans le manteau d'un argonaute femelle. Pensant qu'il s'agissait d'un ver parasite, Cuvier lui donna le nom générique Hectocotylus, dénomination utilisée ensuite pour désigner ce bras spécial. Le bras hectocotyle avait pourtant déjà été décrit dans les ouvrages biologiques d'Aristote, mais personne n'y croyait, jusqu'à sa redécouverte au XIXe siècle,.

## Source
- (en) Cet article est partiellement ou en totalité issu de l’article de Wikipédia en anglais intitulé « Hectocotylus » (voir la liste des auteurs).